# تنظيف الجوار
تنظيف الجوار هو المعيار لجرم سماوي إلى أن يعتبر كوكب في المجموعة الشمسية. وكان هذا واحدا من المعايير الثلاثة التي اعتمدها الاتحاد الفلكي الدولي (IAU) في عام 2006 من تعريف الكوكب.
في المراحل النهائية من تكوين الكوكب، سيكون الكوكب (كما هو محدد على هذا النحو) قد «طهر» المنطقة المدارية الخاصة به، أي إزالة الأجسام الأخرى ذات الحجم المماثل. يُصنف الجسم الكبير الذي يلبي المعايير الأخرى للكوكب ولكنه لم يزيل جواره على أنه كوكب قزم. وهذا يشمل بلوتو، المحصور في مداره بفعل جاذبية نبتون ويشترك في محيطه المداري مع العديد من أجسام حزام كايبر. لا يرفق تعريف IAU أرقامًا أو معادلات محددة بهذا المصطلح، لكن جميع الكواكب التي تم التعرف عليها من قبل IAU قد طهرت أحيائها إلى حد أكبر بكثير (بأوامر من حيث الحجم) من أي كوكب قزم، أو أي مرشح لكوكب قزم.
العبارة مشتقة من ورقة قدمها علماء الكواكب آلان ستيرن وهارولد إف ليفيسون إلى الجمعية العامة للاتحاد الفلكي الدولي لعام 2000. استخدم المؤلفون عدة عبارات متشابهة حيث طوروا أساسًا نظريًا لتحديد ما إذا كان الجسم الذي يدور حول نجم من المحتمل أن «يزيل المنطقة المجاورة له» من الكواكب، بناءً على كتلة الجسم وفترة مداره. يفضل ستيفن سوتر استخدام مصطلح «الهيمنة الديناميكية» ويلاحظ جان لوك مارغو أن هذه اللغة «تبدو أقل عرضة لسوء التفسير».
قبل عام 2006، لم يكن لدى الاتحاد الفلكي الدولي قواعد محددة لتسمية الكواكب، حيث لم يتم اكتشاف كواكب جديدة لعقود، في حين كانت هناك قواعد راسخة لتسمية وفرة من الأجسام الصغيرة المكتشفة حديثًا مثل الكويكبات أو المذنبات. توقفت عملية تسمية إيريس بعد الإعلان عن اكتشافه في عام 2005، لأن حجمه كان يضاهي حجم بلوتو. سعى الاتحاد الفلكي الدولي إلى حل تسمية إيريس من خلال البحث عن تعريف تصنيفي لتمييز الكواكب عن الكواكب الصغيرة.